# Paul Watchorn
Paul Watchorn (* 19. Juli 1958) ist ein irischer Irish-Folk-Musiker der Band The Dublin Legends und ehemaliger Snookerspieler.

## Karriere
Watchorn ist der Bruder von Patsy Watchorn, der ebenfalls Musiker ist und für einige Jahre Mitglied der Band The Dubliners war. Als Snookerspieler machte er erstmals auf sich aufmerksam, als er 1979 das Viertelfinale der Pontins Spring Open erreichte, dort aber gegen Paul Medati verlor. Einige Jahre später wurde er Profispieler.

### Erste Profijahre
Watchorns erste Profisaison war die Spielzeit 1982/83, in der Watchorn nur ein einziges Spiel in der Qualifikation für die Snookerweltmeisterschaft bestritt und dieses mit 0:10 gegen Joe Johnson verlor. Folglich gelang es ihm auch nicht, sich auf der Weltrangliste zu platzieren. Dies gelang ihm auch nicht, als er in der nächsten Saison bei mehreren Turnieren teilnahm und dabei zwei Spiele gewinnen konnte und dadurch die Runde der letzten 64 beim Classic erreichen konnte.
In der Saison 1984/85 setzte sich hauptsächlich Watchorns Form der vergangenen Saisons fort; er schied häufig früh aus. Allerdings gelang es ihm bei vier Turnieren, in die Runde der letzten 64 einzuziehen. Dadurch schaffte er den Sprung auf die Weltrangliste, auch wenn er nur auf Rang 93 geführt wurde. Doch in der folgenden Saison gelang es ihm trotz mehrerer Turnierteilnahmen nicht, ein einziges Spiel zu gewinnen. Somit rutschte er auf der Weltrangliste auf Rang 106 ab.

### Jahre in den Top 128
In der Saison 1986/87 schaffte es Watchorn zwar, einige Spiele zu gewinnen, doch er kam dabei nie über die Runde der letzten 96 hinaus. Infolgedessen verlor er auf der Weltrangliste sieben weitere Plätze. In der nächsten Saison konnte er jedoch bei der UK Championship die Runde der letzten 64 erreichen, auch wenn er sich dort mit 1:9 Tony Meo deutlich geschlagen geben musste. Zudem besiegte er bei der Irish Professional Championship, einem Non-ranking-Turnier, Eugene Hughes und zog ins Viertelfinale ein, wo er knapp gegen Jack McLaughlin verlor. Auf der Weltrangliste führte ihn der Erfolg bei der UK Championship wieder auf einen Platz in den Top 100; nun wurde er auf Rang 98 geführt.
Die Spielzeit 1988/89 verlief für Watchorn aber wieder ohne Teilnahme an einer Runde der letzten 64 eines Ranglistenturnieres. Neben einer erneuten Viertelfinalteilnahme bei der Irish Professional Championship hatte er vor allem bei Events der Turnierserie WPBSA Non-Ranking Erfolg; beim ersten Event schied er erst im Viertelfinale aus. Dennoch rutschte er auf der Weltrangliste am Ende der Saison auf Rang 114 ab. Nachdem er jedoch in der folgenden Saison sowohl beim Classic als auch bei der Snookerweltmeisterschaft die Runde der letzten 64 erreicht hatte, verbesserte er sich wieder auf Rang 102. Doch in der anschließenden Saison verpasste er wieder eine Teilnahme an einer Runde der letzten 64, sodass er nur noch auf Rang 110 geführt wurde.

### Letzte Profijahre und weiteres Leben
Im Laufe der Saison 1991/92 konnte Watchorn jedoch abgesehen von einem Spiel gegen Gay Burns bei der Irish Professional Championship keine einzige Partie für sich entscheiden. In den folgenden drei Saisons gewann er zwar wieder ein paar Spiele, schied aber jedes Mal noch in der Qualifikation aus. Auf der Weltrangliste stürzte er somit auf Rang 297 ab. Nachdem er anschließend keine weitere Spiele bestritten hatte, beendete er 1996 seine Karriere als professioneller Snookerspieler.
Anschließend trat Watchorn als Musiker des Irish Folks in Erscheinung. Er wird zu den besten irischen Spielern des fünfseitigen Banjos gezählt, tritt zudem als Gitarrenspieler und Sänger auf und hatte weltweit Auftritte. Er spielte unter anderem zusammen mit Derek Warfield und der Band The Sons of Erin. Zudem ist er Mitglied der Band The Dublin Legends, die sich unter anderem anfangs mit seinem Bruder Patsy aus den Mitgliedern der aufgelösten Band The Dubliners bildete und deren Sänger Watchorn ist.